# Uwe Bressnik

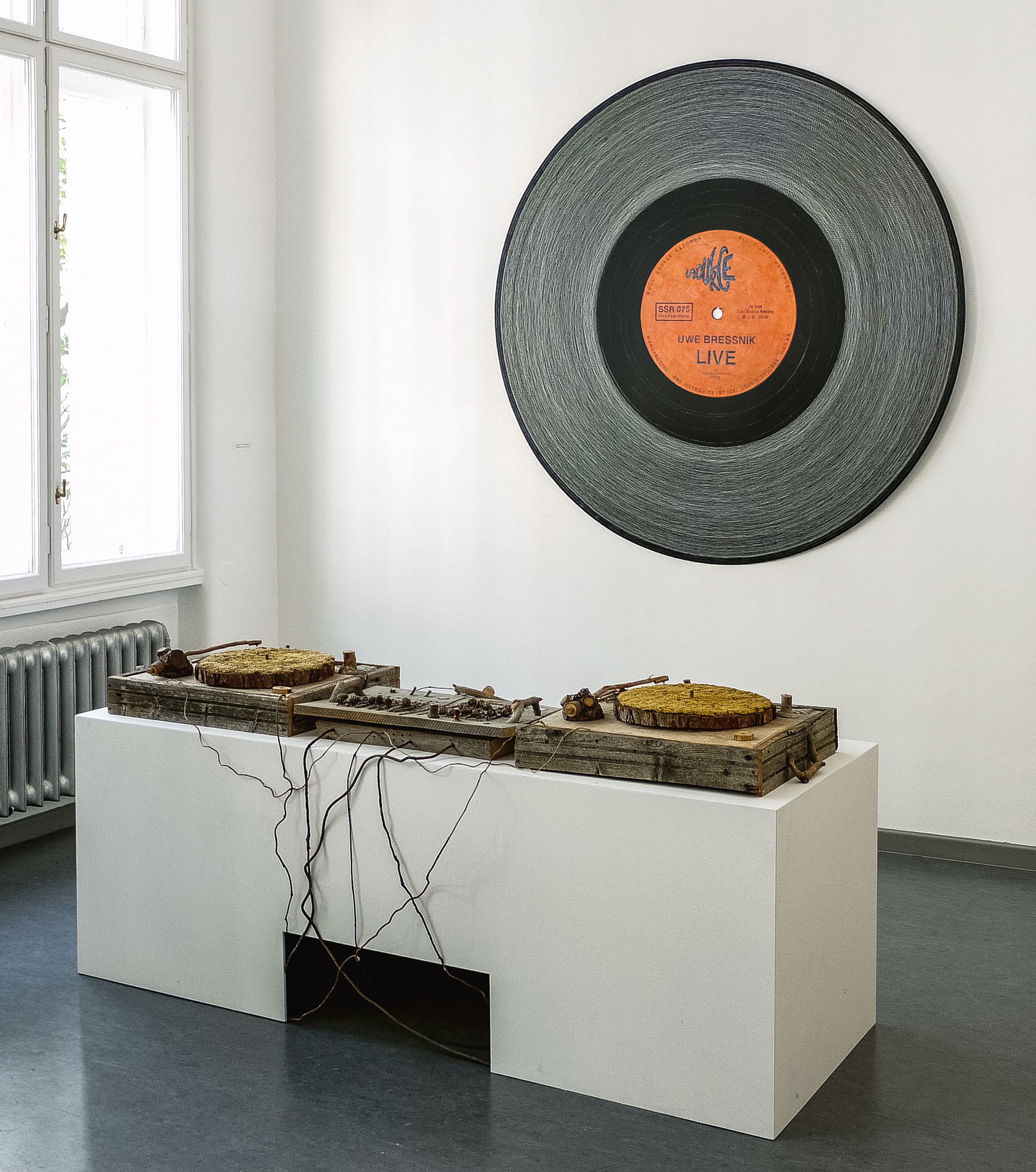
"Bressnik's 1210"/ "Live Record",
Ausstellungsansicht "Spuren Legen", Phono Museum Wien 2013

Uwe Bressnik (* 1961 in Villach/Kärnten) ist ein österreichischer bildender Künstler.

## Leben und Werdegang
Uwe Bressnik wuchs in Kärnten und Oberösterreich auf und lebt seit 1980 in Wien.
Dort studierte er von 1983 bis 1989 an der Hochschule für Angewandte Kunst bei Sepp Moosmann, Oswald Oberhuber, Peter Weibel und Ernst Caramelle.

## Werk
Uwe Bressnik folgt einem transmedialen Ansatz. Er arbeitet an einer Neuinterpretation und -kontextualisierung der bildnerischen Gattungen Grafik, Malerei und Skulptur mittels angrenzender kultureller Felder wie der Neuen Medien, Musik oder Sport. Das Spektrum seiner künstlerischen Aktivitäten reicht von Zeichnung, Computergrafik, Fotografie, Video, Malerei, (Sound)Objekt und Installation bis zur raumgreifenden Gestaltung und Performance.
Erste Aufmerksamkeit erhielt Bressnik bereits Ende der 1980er Jahre für die Arbeitsgruppen Bewegter Bilder, in denen er den Moiré-Effekt von geschichteten Netzraster-Flächen zur Erstellung pseudo-digitaler Bilder, Objekte und Grafiken nutzte. Ab 2006 lässt Bressnik große Flächen solcher sich selbst generierenden Moiré-Bilder durch kinetisch erzeugte Bewegung (E-Motor, Ventilatoren) im öffentlichen Raum pulsieren ("revival" 2006, Kaiserstrasse Wien, "lebenDIG" Klagenfurter Dom 2010) und sich wandeln („Wandlung“ Dom Maria Saal 1013).
1996 gründete Bressnik das Plattenlabel Soul Source Records (SSR), auf dem bisher etwa 200 seiner ausschließlich visuell erfahrbaren Schallplatten-Bilder und -Objekte erschienen. Das Sub-Label Vyl Vinyl Records (VVR) verschmilzt darüber hinaus das akustische Material Schallplatte mit Dingen des täglichen Bedarfs wie Töpfen, Pfannen, Teekannen und ähnliches.
2012 erweiterte Bressnik seine Label-Tätigkeit um das performative Format der SSR-Dubplates, im Rahmen derer er als menschlicher Direct-to-Disc Aufzeichnungs-Apparat unter Beteiligung des Publikums im Rahmen verschiedener Kunstveranstaltungen „live aufzeichnet“ (z. B. im ‚ausstellungsraum.at‘), wo „unter dem Titel „Live Records“ (...) vorübergehend das schrägste Plattengeschäft in Wien (entstand)“ (S. 49).
Seit seinen Anfängen liefert auch speziell das Fußballspiel Bressnik zahlreiche Anstöße zu transmedialen Interventionen ("am Ball" 1993, "Pas de Bal" 1998, "Passionsfruchtfeld" seit 2000, „Spielball“ Museum Moderner Kunst Kärnten 2008).
Bressnik ist wiederholt Initiator unabhängiger Formate zur unkommerziellen Kunstvermittlung, u. a.: "Künstlerhouse", Künstlerhaus-Passage, Wien 1995–97, "Doubleheart-Hear the Art", Kunsthalle Exnergasse, Wien 2002, "Heuriges"/ Kunstsalon Joanelli/ ausstellungsraum.at, Wien, Kunsthalle Mengerzeile/M3 Treptow, Berlin 2005–15.
Seit 2000 ist Bressnik auch als improvisierender Musiker (Taschentrompete, Kornett (Instrument)) in mehreren Live-Musik-Formationen („Große Freiheit Nr 7“, „seelish“, Vienna Improvisers Orchestra, HHH!!!). Bressnik ist Gründungsmitglied (2005) der Künstlergruppe und Band "KunstSportGruppe hochobir".

## Auszeichnungen (Auswahl)
- 1986 1. Preis "Siemens Data Grafikwettbewerb 1986", Wien
- 1989 "Preis der Stadt Wien" und Auszeichnung für die Diplomarbeit an der Hochschule für Angewandte Kunst, Wien
- 1990 1. Preis "10. Römerquelle Kunstwettbewerb 1990", Wien
- 1994 Preis der Jury des "Förderpreises für Bildende Kunst 1994" der Bau Holding AG, Klagenfurt
- 1999 "Innsbrucker Grafik-Wettbewerb 1999", Preis des Landes Steiermark
- 2010 Würdigungspreis für Bildende Kunst des Landes Kärnten
- 2013 Österreichisches Staatsstipendium für Bildende Kunst

## Einzelausstellungen (Auswahl)
- 2000 "Discotheque" Bau Holding Kunstforum, Klagenfurt
- 2001 "Intro-Projektionen", Associatione Culturale/ Cineclub Detour, Rom
- 2003 "Discorganisch", Kunsthalle Treptow, Berlin
- 2004 "Konkurs", Künstlerhaus Klagenfurt
- 2004 "Ausgleich", Städtische Galerie Freihausgasse, Villach (mit der KSGh)
- 2010 "Live Records", ausstellungsraum.at, Wien
- 2012 "Transkursionen", KunstVereinsHeim während der Dokumenta XIII, Kunstverein Kassel
- 2015 "Copy'n Paste", ausstellungsraum.at, Wien
- 2017 „Music before and behind the objects“ mit Keith Rowe, Projektraum MAG3, Wien (P)[18]
- 2021 „Music before and behind the objects“ mit Keith Rowe, Kunstwerkstatt Lienz[19]

## Gruppenausstellungen (Auswahl)
- 1984 "1984-George Orwell und die Gegenwart", Museum Moderner Kunst, 20er Haus, Wien
- 1988 "1988-Mit Blick voraus", Junge Kunst in Österreich, im Rahmen des "Steirischen Herbst 88", Neue Galerie und Künstlerhaus Graz
- 1989 "Junge Szene Wien `89", Sezession Wien
- 1991 "Kunst Europa - Junge Kunst aus Österreich", Kunstverein Hamburg, Deichtorhallen
- 1993 "Feste Größen", OÖ Landesmuseum Linz
- 1995 "Malerei und Kuckucksei", Bau Holding Kunstforum, Klagenfurt
- 1998 "Des Eisbergs Spitze", Kunsthalle Wien im Museumsquartier
- 2006 "Sonambiente Berlin 2006", festival für hören und sehen, klang kunst sound art, Akademie der Künste, Berlin[20]
- 2006 "Bis heute", Zwei Jahrhunderte Moderner Kunst in Kärnten, MMKK
- 2008 „Sound of Art. Musik in der bildenden Kunst“, Museum der Moderne im Mönchsberg, Salzburg
- 2008 "Vom Klang der Kunst", Tonspur Expanded, Freiraum/ quartier 21/ Museumsquartier Wien
- 2009 "Cat Open", MAK-Sammlung Gegenwartskunst, Gefechtsturm Arenbergpark, Wien
- 2012 "Moderne: Selbstmord der Kunst?", Universalmuseum Joanneum, Neue Galerie Graz
- 2015 "Raum für John Cage/ Room for John Cage", Dauerausstellung John Cage House, Halberstadt
- 2016 „Sound & Book - Acoustic Thought in the Arts“, Salon für Kunstbuch, Museum des 21. Jahrhunderts / 21er Haus, Wien (Katalog)
- 2017 „#John CageSTEPS“- Workshop, Performance, Exhibition, John Cage House, Halberstadt

## Publikationen
- The Sound of Silence - Soul Source Records & Bearbeitungen (2018) Schlebrügge.Editor, Wien, ISBN 978-3-903172-22-7
- LIVE (2010), Schlebrügge Verlag Wien, ISBN 978-3-85160-185-5
- globalokal (1995) Katalog zum gleichnamigen Projekt mit Texten von Christian Höller, Monika Pessler, Ursula Graf und Egyd Gstättner, limit. Auflage mit Raster-Multiple
- Uwe Bressnik 90/91 (1991) Katalog zur Ausstellungsreihe in der Galerie am Landesmuseum Joanneum, Graz Galerie an der Stadtmauer, Villach, und Austrian Cultural Institute, New York